# Razboj Ljevčanski
Razboj Ljevčanski (cyr. Разбој Љевчански) – wieś w Bośni i Hercegowinie, w Republice Serbskiej, w gminie Srbac. W 2013 roku liczyła 845 mieszkańców.